# Hans van Steenwinckel den yngste

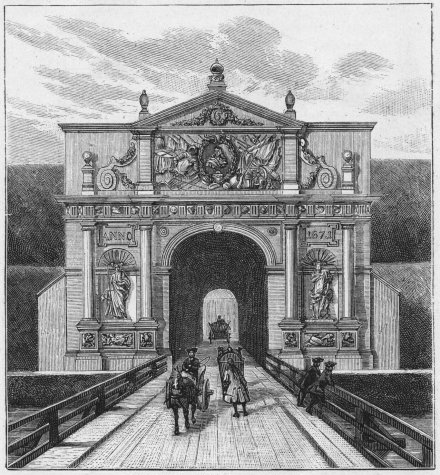
Nørreport i Köpenhamn.

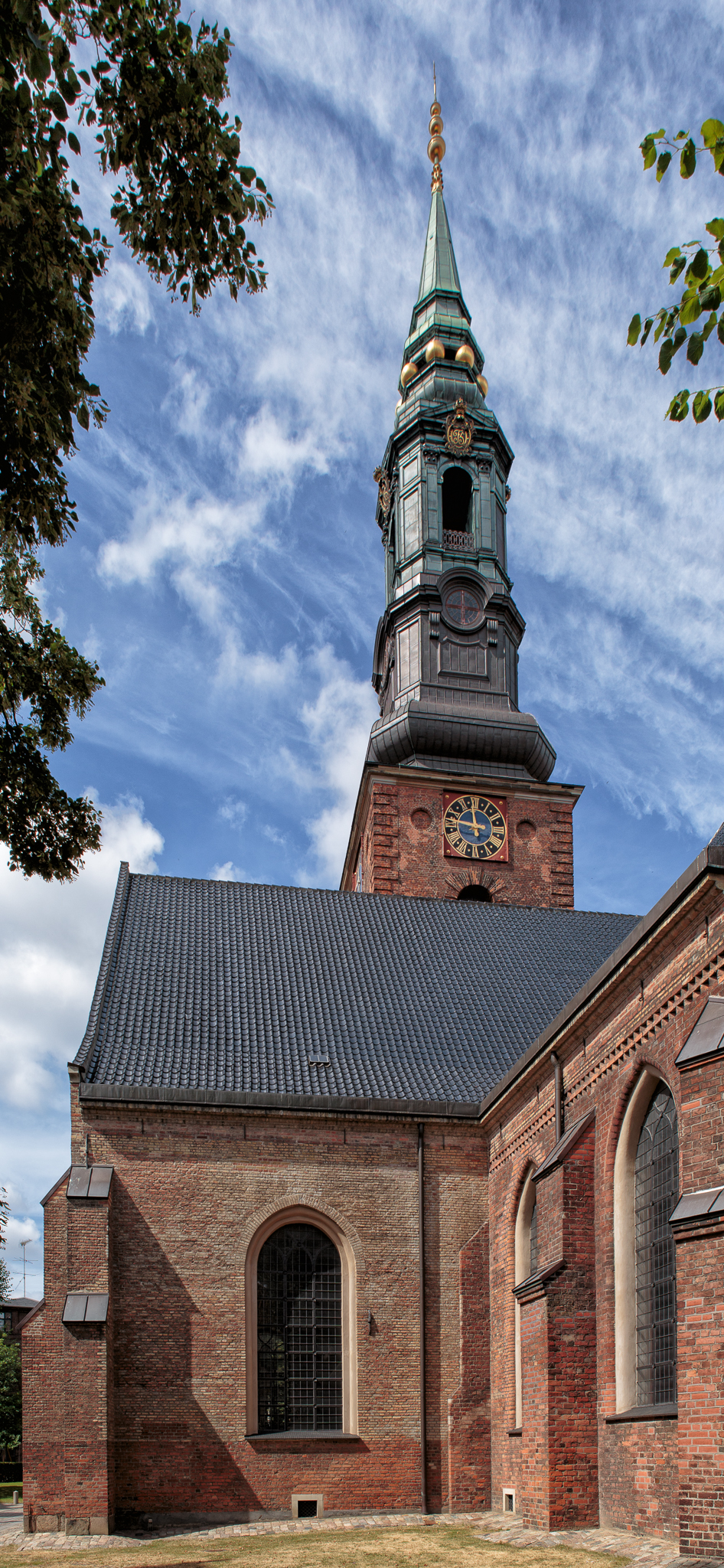
Sankt Peterskyrkan i Köpenhamn.

Hans van Steenwinckel, född före 1639, död omkring 1700, var en dansk arkitekt, son till Hans van Steenwinckel den yngre. 
Han byggde den numera rivna Nørreport i Köpenhamn och arbetade på det hela mycket för Kristian V.